# Самей
Самей (Шемайа — «которого слышит Яхве»; X век до н. э.) — библейский пророк. Жил при царе Соломоне и сыне его Ровоаме. Вёл записи о царствовании Ровоама.
Родился в Силоме в царствование Соломона.
При Ровоаме (с 980 по 963 г. до н. э.) царство Еврейское разделилось, причём колена Иудино и Вениаминово остались верными Ровоаму, а прочие десять колен признали царём Иеровоама I. Ровоам собрал многочисленное войско дабы возвратить под свою власть все колена Израилевы. По библейскому рассказу в это время Самею было откровение от Бога: «Скажи Ровоаму, сыну Соломонову, царю иудейскому, и всему дому Иудину и Вениаминову и прочему народу. Так говорит Господь: не ходите и не начинайте войны с братьями вашими, сынами Израилевыми; возвратитесь каждый в дом свой, ибо от Меня это было» (3Цар. 12:22-24).
На пятом году царствования Ровоама, за то, что он отступил от Господа, царство Иудейское подверглось нашествию египетского царя Сусакима. Многочисленное войско фараона взяло все иудейские крепости и подступило к Иерусалиму. Тогда пророк Самей пришёл к Ровоаму и князьям Иудеи, спасавшимся от неприятеля в стенах столицы, и объявил им: «Так говорит Господь; вы оставили Меня, за то и Я оставляю вас в руки Сусакима» (2Пар. 12:5). Услышав это, царь и вожди Иудейского народа смирились и сказали: «Праведен Господь!». После того Самею было новое откровение: «Они смирились; не истреблю их и вскоре дам им избавление, и не прольётся гнев Мой на Иерусалим рукою Сусакима; однако же они будут слугами его, чтобы знали, каково служить Мне и служить царствам земным» (2Пар. 12:7-8).